# Progreso, Coahuila
Progreso är en ort i Mexiko.   Den ligger i kommunen San Pedro och delstaten Coahuila, i den centrala delen av landet, 800 km nordväst om huvudstaden Mexico City. Progreso ligger 1 110 meter över havet och antalet invånare är 467.
Terrängen runt Progreso är platt åt nordost, men åt sydväst är den kuperad. Runt Progreso är det mycket glesbefolkat, med 5 invånare per kvadratkilometer. Närmaste större samhälle är San Antonio del Coyote, 17,6 km väster om Progreso. Omgivningarna runt Progreso är i huvudsak ett öppet busklandskap.